# M4 (karabin)
 For alternative betydninger, se M4. (Se også artikler, som begynder med M4)
M4-karabinen er en familie af karabiner udviklet fra de tidlige karabinversioner af M16-riflen. Våbnet er en kortere og lettere version af M16A2-riflen og deler 80 % af sine dele med den. M4 har mulighed for enkeltskud og treskudsbyger, præcis som M16A2, mens den senere M4A1-version har mulighed for enkeltskud og fuldautomatisk skydning.
Både M4 og M4A1 affyrer 5.56 x 45 mm NATO-ammunition. Forskellen fra M16-riflerne er, at løbet er kortere, samt at de i stedet for en konventionel riffelkolbe har en teleskopkolbe, der kan justeres i længden. De har også aftageligt bærehåndtag, som man ser det på M16A4. Det giver mulighed for montering af forskellige optiske sigtemidler.
Ideen med en karabin er, at den er nemmere at bære og manøvrere med i trange omgivelser. Det er en fordel for militært personel, der ikke primært har kampopgaver, såsom chauffører eller administrativt personel. Men det gør den også ideel til bykamp og til faldskærmstropper og specialstyrker, der har brug for våben, der er nemme at bære på. M4 bruges blandt andet af amerikanske specialstyrker (USSOCOM) og er også udbredt i den amerikanske hær, United States Army.
I det danske forsvar benyttes C8-karabinen fra canadiske Diemaco, en videreudvikling af M4-karabinen, under betegnelsen Karabin M/96. Karabinen bruges som standard udleveret våben, både til værnepligtige og til fast ansat personel, primært soldater der arbejder med logistik eller i kampvogne, hvor et langt våben er til besvær. C8 bruges også af jægerkorpset.